# Em Família (álbum)
Em Família é um álbum de estúdio da dupla brasileira de música sertaneja Chitãozinho & Xororó, lançado em 1997. É um álbum com temática natalina. O álbum tem participações de Sandy & Junior, Rick & Renner, Fábio Júnior, Roberta Miranda e Maurício & Mauri.
A ideia do álbum surgiu em uma viagem a Nashville, inspirado nos cantores de country americanos.O Homem de Nazareth recebeu um vídeoclipe, gravado em Nova Jerusalém e dirigido por Paulo Caldas e Lírio Ferreira.

## Faixas
| N.º | Título | Compositor(es)                                                                                            | Duração |  |
| 1.  | "Noite Feliz (Silent Night)" (participação de Sandy & Junior) | Franz Gruber / Adpt. Julinho Teixeira                                                                     | 3:08    |  |
| 2.  | "O Homem de Nazareth" | Cláudio Fontana                                                                                           | 4:56    |  |
| 3.  | "Presente de Natal" | Darci Rossi / Chitãozinho / Xororó                                                                        | 4:27    |  |
| 4.  | "Natal Branco (White Christmas)" (participação de Fábio Jr.) | Irving Berlin / Vrs. Marino Pinto                                                                         | 4:40    |  |
| 5.  | "Nossa Senhora" | Roberto Carlos / Erasmo Carlos                                                                            | 5:17    |  |
| 6.  | "Cante a Canção (Sing)" (participação de Sandy & Junior) | Joel Raposo / Vrs. Cláudio Rabello                                                                        | 3:18    |  |
| 7.  | "Medley - "Natal das Crianças" - "O Velhinho" (participação de Sandy & Junior) - "Sino de Belém (Jingle Bells)"                                                                                         | - Blecaute - Otávio Babo Filho - Tradicional / Adpt. Evaldo Ruy                                           | 3:25    |  |
| 8.  | "Rastros na Areia" (participação de Roberta Miranda) | José Spera / Adpt. Manoelito Nunes / Mizael                                                               | 3:26    |  |
| 9.  | "Meu Senhor (My Sweet Lord)" | George Harrison / Vrs. Cláudio Rabello                                                                    | 4:19    |  |
| 10. | "Boas Festas" | Assis Valente                                                                                             | 3:14    |  |
| 11. | "Um Sino Feliz (Jingle Bell Rock)" (participação de Sandy & Junior) | Joe Beal / Jim Boothe / Vrs. Cláudio Rabello                                                              | 2:10    |  |
| 12. | "Uma Grande Família (La Familia)" | J. Galan / L. Galan / R. Livi / Vrs. Darci Rossi / Chitãozinho / Xororó)                                  | 3:57    |  |
| 13. | "Hino de Reis" (participação de Maurício & Mauri e Rick & Renner) | Criolo | 3:30    |  |
| 14. | "Medley - "Se Uma Estrela Aparecer (When You Wish upon a Star)" (participação de Sandy) - "Adeste Fideles" - "Que Seja um Natal Feliz (We Wish You A Merry Christmas) (participação de Sandy & Junior)" | - Ned Washington / Leigh Harline / Vrs. Vítor Martins - Tradicional - Tradicional / Adpt. Cláudio Rabello | 3:35    |  |

## Certificações
| Brasil (ABPD)                             | 3× Platina | 1997 | 750.000* |
| *número de vendas baseado na certificação |            |      |          |